# Kompulsivt tvång
Kompulsivt tvång (av latinets compulsare, starkt driva på) eller vis compulsiva är en juridisk term för påverkan på en persons vilja genom hot. Detta är den ena av de två formerna som rättsstridigt tvång sedan gammalt indelas i; den andra är absolut tvång eller vis absoluta.
Till skillnad mot det absoluta eller fysiska tvånget, som mot den tvungnes vilja påverkar hans kropp, har det kompulsiva eller psykiska tvånget viljan som objekt, så att den tvungne förmås att själv besluta den handling som den tvingande vill uppnå. Ett exempel är att med ett vapen riktat mot huvudet underteckna en skuldförbindelse.
De rättsliga verkningarna av det kompulsiva tvånget beror dels arten på vad som hotet utgörs av, dels på hotets styrka och farlighet, dels den framtvungna handlingens beskaffenhet. Skillnaden mellan kompulsivt och absolut tvång är dock inte av omedelbart avgörande betydelse i nutida svensk rätt.